# Modus tollens
Il modus tollens (MT), abbreviazione del latino modus tollendo tollens (lett. "modo che toglie con l'aver tolto"), è una regola di inferenza della logica proposizionale, il cui significato è:
"il modo che toglie la verità di una proposizione togliendo quella di un'altra".
In notazione con operatori logici:
{\displaystyle [(p\rightarrow q)\land \neg q]\rightarrow \neg p}
Il termine {\displaystyle p} prende il nome di antecedente, {\displaystyle q} è detto conseguente. Entrambe le lettere rappresentano proposizioni logiche. {\displaystyle \neg } è un connettivo logico, detto negazione. La proposizione {\displaystyle \neg q} è la proposizione che nega {\displaystyle q} tramite il connettivo {\displaystyle \neg \,\!,} e si indica alternativamente con {\displaystyle {\bar {q}}\,\!,} e si legge "non q" o "q negato".
Inoltre:
- {\displaystyle p} è condizione sufficiente per {\displaystyle q\,\!;}
- {\displaystyle q} è condizione necessaria per {\displaystyle p\,\!.}

cioè: q (se vero) può essere implicato da un termine diverso da p, mentre q (se vero) è necessario per p vero.
Il modus tollens, sviluppato compiutamente per la prima volta dai logici medievali, era già stato studiato dagli stoici che avevano elaborato i cosiddetti ragionamenti anapodittici (non dimostrativi, evidenti di per se stessi). Questi ragionamenti, da taluni erroneamente equiparati ai sillogismi aristotelici, in realtà differiscono dai primi per i seguenti aspetti:
1. Assenza dei quantificatori (esistenziale ({\displaystyle \exists }) e universale ({\displaystyle \forall })).
2. Il fulcro è la proposizione e non i termini (la logica di Aristotele è prevalentemente terministica o predicativa).
3. Evidenza o immediatezza (manca il termine medio).
4. Non hanno carattere dimostrativo né euristico, enunciano verità già note.

Il modus tollens è un caso particolare di sillogismo ipotetico in cui la seconda premessa è una proposizione il cui valore di verità non è ricavato deduttivamente ma accolto sulla base di un'evidenza empirica. Gli stoici approfondirono rispetto ad Aristotele (che si era concentrato sui sillogismi dichiarativi o apofantici) lo studio delle proposizioni ipotetiche e delle disgiuntive.

## Esempio di modus tollens
- Se è giorno, c'è luce. (implicazione: p, allora q)
- Ma non c'è luce. (non q)
- Dunque non è giorno. (conclusione)

Questo (e altri esempi) di anapodittici sono stati raccolti da Sesto Empirico negli Schizzi pirroniani.

## Dimostrazione di assoluta verità del modus tollens tramite il controesempio
Per dimostrare che le conclusioni del modus tollens possono essere errate, dobbiamo dimostrare che
{\displaystyle \nvdash [(p\rightarrow q)\land \neg q]\rightarrow \neg p}
Da cui deriva, per la legge delle implicazioni logiche che
1. {\displaystyle \vdash [(p\rightarrow q)\land \neg q]}
2. {\displaystyle \nvdash \neg p}

Dalla seconda si ricava, per la legge della negazione logica che {\displaystyle \vdash p} (i)
La prima la scindiamo in
{\displaystyle (p\rightarrow q)} (j)
e
{\displaystyle \neg q} (k)
ed il suo valore è 1 soltanto quando entrambe le proposizioni j e k, sono entrambe vere.
{\displaystyle \vdash \neg q} e quindi {\displaystyle \nvdash q}
Abbiamo quindi ricavato i due valori di verità delle preposizioni atomiche per cui il ragionamento di Modus tollens può essere falso.
Analizzando attentamente j, però, notiamo che può essere vera, essendo q=0, soltanto se p=0, ma ciò è in contraddizione con i.
Non esiste, pertanto, nessun valore di verità assegnabile alle proposizioni p e q che renda la conclusione di Modus tollens falsa.
La stessa conclusione si evince immediatamente dalla tabella di verità della implicazione logica.
| p | q | {\displaystyle p\rightarrow q} |
| F | F | V                              |
| F | V | V                              |
| V | F | F                              |
| V | V | V                              |
| - | - | ------------------------------ |

La premessa maggiore è la implicazione logica (terza colonna). Leggendo la tabella al contrario, se si tiene vera la premessa maggiore e "q" è falsa (premessa minore), necessariamente si cade nel primo caso, che riporta che anche p è falsa.

## Modus tollendo ponens
Distinta dalla regola del modus tollendo tollens è quella del modus tollendo ponens formalizzata come segue.
{\displaystyle p,\neg (p\land q)\vdash \neg q},
che si dimostra mediante i seguenti passaggi intermedi
| dipendente dalle righe n. | n. di riga | formula ben formata                             | regola del calcolo proposizionale applicata | applicata alle righe nn . |
| ------------------------- | ---------- | ----------------------------------------------- | ------------------------------------------- | ------------------------- |
| 1                         | (1)        | {\displaystyle p}                               | assunzione (A)                              |                           |
| 2                         | (2)        | {\displaystyle \neg (p\land q)}                 | assunzione (A)                              |                           |
| 3                         | (3)        | {\displaystyle q}                               | assunzione (A)                              |                           |
| 1,3                       | (4)        | {\displaystyle p\land q}                        | introduzione della congiunzione (I∧)        | 1 , 3                     |
| 1,2,3                     | (5)        | {\displaystyle (p\land q)\land \neg (p\land q)} | introduzione della congiunzione (I∧)        | 4 , 2                     |
| 1,2                       | (6)        | {\displaystyle \neg q}                          | Reductio ad absurdum (RAA)                  | 3 , 5                     |

La dimostrazione assume tre variabili formule ben formate nelle due variabili proposizionali p e q. Il numero di assunzioni è arbitrario, ma finalizzato a dimostrare la tesi che è indicata a destra del simbolo di asserzione {\displaystyle \vdash }. Nella riga (3) vengono congiunte le assunzioni delle due variabili p e q. Nella (4), quest'ultima riga viene congiunta con la (2), che viola il principio di non contraddizione per il quale non possono essere contemporaneamente vere una f.b.f. e la sua negazione.
La presenza di una contraddizione rende possibile applicare la regola della riduzione all'impossibile (o reduction ad absurdum) che impone di negare l'assunzione che coincide con la negazione della tesi. Infatti, perché sia vera la contraddizione della riga (5), è necessario che siano vere tutte e tre le assunzioni delle righe (1), (2), e (3). La regola RAA consiste appunto nel negare la tesi (q) in un'ulteriore assunzione ({\displaystyle \neg q} in corrispondenza della riga (3)); la contraddizione risultante nella riga (5), porta nella (6) alla negazione (dell'assunzione) della negazione della tesi nella (3), il che equivale ad affermare la tesi stessa. Infatti, la regola della doppia negazione afferma che due negazioni affermano.